# Puntius foerschi
Puntius foerschi är en fiskart som först beskrevs av Maurice Kottelat 1982.  Puntius foerschi ingår i släktet Puntius och familjen karpfiskar. Inga underarter finns listade i Catalogue of Life.